# فیلم‌نامه گمانی
فیلم‌نامهٔ گمانی در مقابل فیلم‌نام قراردادی است. نویسنده بدون این که سفارشی داشته باشد ایده‌یی بکر و دست اول را گسترش می‌دهد و فیلم‌نامه را می‌نویسد آن‌گاه در جستجوی تهیه‌کننده برای ارائه و فروش فیلم‌نامه اقدام می‌کند.